# Amiral Baudin (cuirassé)
Pour les articles homonymes, voir Baudin.
L'Amiral Baudin est un cuirassé à coque en fer ayant été en service dans la Marine française, navire de tête de sa classe. Lancé en 1883, il entre en service en 1888 ; il est retiré du service en 1909.